# Stockhorn (Prealpi Bernesi)
Lo Stockhorn (2.190 m s.l.m.) è una montagna delle Prealpi Bernesi nelle Prealpi Svizzere.
La montagna sovrasta la cittadina di Erlenbach nella Simmental.
La vetta è raggiungibile tramite una funivia ed in vetta è presente un ristorante.